# سونیک پرایم
سونیک پرایم (به انگلیسی: Sonic Prime) یک مجموعه پویانمایی سه‌بعدی کامپیوتری محصول آمریکا و کانادا با الهام از مجموعه بازی‌های ویدئویی سونیک خارپشت است که همچنین ششمین انیمیشن سریالی سونیک خارپشت محسوب می‌شود که توسط سگا، نتفلیکس، استودیو وایلدبرین و من آو اکشن انترتینمنت ساخته و در شبکه نتفلیکس پخش می‌شود.
فصل اول با هشت قسمت در نتفلیکس در ۱۵ دسامبر سال ۲۰۲۲ منتشر شد. فصل دوم نیز با هشت قسمت در ۱۳ ژوئیهٔ سال ۲۰۲۳ به نمایش درآمد. فصل سوم نیز در ۱ ژانویهٔ ۲۰۲۴ به‌عنوان آخرین فصل سریال منتشر گردید.

## داستان
در طول نبرد سونیک با دکتر اگمن، سونیک بی پروا یک تکه سنگ به نام منشور پارادوکس را نابود می‌کند که جهان را در هم می‌شکند و او و دوستانش را به ابعاد موازی می‌فرستد. سونیک به دنبال بازگرداندن جهان خود و نجات دوستانش است. او با کمک نسخه‌های جایگزین دوستانش و شدو در حین مبارزه با شورای هرج و مرج (پنج نسخه جایگزین اگمن« اگمن ، بچه اگمن (دکتر باب) ، اگمن بابابزرگ ، اگمن نوجوان و اگمن جوان » )  است.
سونیک ابتدا به شهر نیویوک منتقل می‌شود، نسخه‌ای از آینده گرین هیل که توسط گروهی از نسخه‌های اگمن که خود را شورای آشوب می‌نامند، اداره می‌شود. آنها به دنبال گسترش قلمرو خود هستند، اما با مخالفت سونیک و نسخه‌های دیگر دوستانش مواجه می‌شوند. سونیک در حال تلاش برای بازسازی مجدد منشور و بازگرداندن دنیای خود است.